# مهاجرت آریایی‌ها به فلات ایران

جداشدن شاخه آریایی(نیا-هندوایرانی) از مردمان نیا-هندواروپایی از استپ اوراسیا (سبزدشت بزرگ)، واقع در جنوب روسیه و ورود به سرزمین‌های فلات ایران و جایگیری به عنوان اقوام ماد، پارس، پارت و بخش‌هایی از سکاستان.

مهاجرت آریاییان به فلات ایران به چگونگی مهاجرت اقوام ایرانی‌تبار (آریایی) به داخل و در درون فلات ایران گفته می‌شود که اولین بار توسط کریستین سن و گیرشمن مطرح شد.

## خاستگاه
تاکنون چند فرضیه رقیب برای خاستگاه مردمان هندواروپایی به ویژه شاخه‌ای که به اروپا رسید مطرح شده است:
- فرضیه ایرانی:طبق هفته‌نامه نیو ساینتیست در دو شماره پیاپی (۲۳ و ۳۰ می ۲۰۱۸) در مورد فرضیه ایرانی خاستگاه هندواروپایی‌ها منتشر شد.[۱]
- فرضیه ارمنستان: چندی پیش در ارمنستان کاوش‌هایی باستان‌شناسی رخ داده است که باعث بوجود آمدن نظریه ارمنستان شد، که خاستگاه اقوام هندواروپایی نژاد و زبان‌های هندواروپایی را جنوب قفقاز دانسته است.[۲][۳][۴][۵][۶] بر پایه گزارش مجله علمی نیچر،[۷] تازه‌ترین یافته‌های ژنتیکی[۸][۹][۱۰] نشان می‌دهد نیای مردمانی که در قفقاز جنوبی می‌زیسته‌اند، به وارون آنچه پیشتر قفقاز را دیواری میان زبان، فرهنگ، فناوری و مردم می‌پنداشتند، قفقاز پلی جنوبی-شمالی[۱۱][۱۲] برای مهاجرت نخستین آریاییان به استپ‌های اوراسیا بوده و زبانی که امروز هندواروپایی می‌نامند به احتمال دارد از جنوب قفقاز به چند شاخه شده؛ شاخه ای از آن به آناتولی، دیگری بسوی هند و آن دیگر از راه قفقاز به سوی سبز دشت[۱۳] پونتی_کاسپی به فرهنگ یمنا (گورچالی) و سپس راه شرق اروپا را در پیش گرفته است.[۱۴][۱۵] گروه کپنهاگ به سرپرستی کریستین کریستینسن[۱۶] (مکتب باستانشناسی دانمارک) نیز که در زمینه پیش از تاریخ اروپا و دوران مفرغ به دستاوردهای بزرگی دست یافته است، با رویکرد به مدارک یاد شده، از اعتبار نظریه کورگان (استپ) کاسته و جنوب قفقاز را خاستگاه احتمالی راز رام کردن اسب و زبان‌های اروپایی می‌داند. در مجله اشپیگل، مصاحبه‌ای دراین باره از وی به چاپ رسیده است.
- فرضیه آناتولی: فرضیه آناتولیایی نخستین بار از سوی کالین رنفریو در ۱۹۸۷ میلادی پیش کشیده شد. فرضیه آناتولیایی خاستگاه این مردمان را به جوامع کشاورز پس از نوسنگی در آناتولی ارتباط داده و زمان مهاجرت را در حوالی هزاره هفتم پیش از میلاد دانسته است. این مردمان حرکت خود را به سمت غرب و اروپا آغاز و در نهایت با جابجایی جمعیتی منجر به شکل‌گیری جوامع بعدی عصر برنز اروپا شدند.[۱۷]
- فرضیه گورکان: فرضیه کورگان ریشه اروپاییان را در استپ‌های شمال دریای مازندران و دریای سیاه در استپ پونتیک دانسته و معتقد است که این رمه‌داران در ۴۵۰۰ سال پیش با سه موج مهاجرت عمده، به اروپای شمالی و غربی رسیده و به تدریج همراه با درجاتی از امتزاج ژنی جایگزین جمعیت‌های بومی ساکن در اروپا شدند. این رمه‌داران که به فرهنگ گورچالی (فرهنگ یامنا/قبور خاکی) موسوم هستند همان گویشوران زبان‌های نیاهندواروپایی دانسته شده‌اند.[۱۸]

## مهاجرت نخست هندواروپائیان

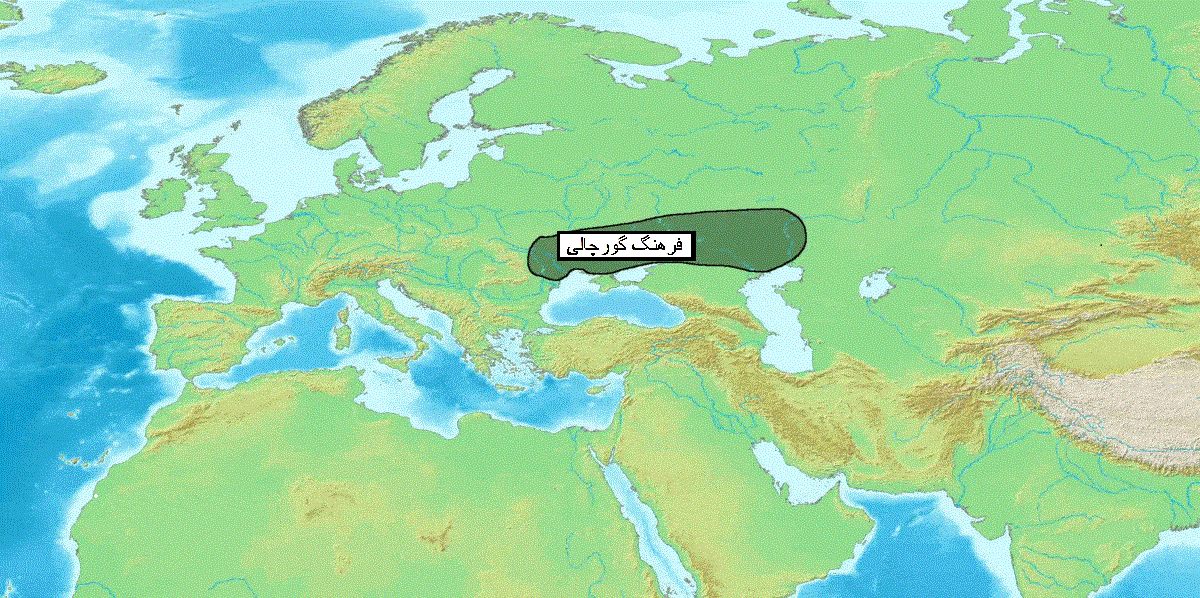
محدوده حضور فرهنگ گورچالی در هزاره چهارم (پیش از میلاد) به عنوان یکی از نامزدها برای شناسایی سرزمین اصلی هندواروپایی به شمار می‌آید.

فرهنگ گورچالی یا فرهنگ یامنا به عنوان فرهنگی از مردمان هندواروپایی اولیه در دوران متاخر خود یعنی پیش از جدا و پراکنده شدن هندواروپاییان دانسته می‌شود. محدوده حضور فرهنگ گورچالی نیز به عنوان یکی از نامزدها برای شناسایی سرزمین اصلی هندواروپاییان به شمار می‌آید.
در هزارهٔ دوم پیش از میلاد واقعهٔ مهم آسیای غربی، ظهور عناصری از تبار هندواروپایی در میان اقوام بومی بود. هندواروپائیان زادگاه خود را که اغلب استپ اوراسیا (سبزدشت بزرگ) واقع در جنوب روسیه بود احتمالاً بر اثر فشار اقوام دیگر تَرک گفتند و به دو دسته تقسیم شدند.
یک دسته دریای سیاه را دور زده پس از عبور از بالکان و بُسفُر به آسیای کوچک درآمده و با اقامت در میان ملل آسیایی تبدیل به عنصر غالب شدند و اتحادیهٔ هیتیان را به وجود آوردند.
شعبهٔ شرقی هندوایرانی در سمت شرق دریای خزر حرکت کرده، یک دسته که ظاهراً مرکب از افراد جنگجویی بود از راه قفقاز تا انحنای رود فرات پیش راند و با هوریان بومی ممزوج گردید و پادشاهی میتانی را تشکیل دادند.
سنگ‌نبشتهٔ میتانی، بازمانده از سدهٔ چهاردهم پیش از میلاد، باستانی‌ترین سند مکتوب زبان‌های هند و ایرانی است و از لحاظ زبان‌شناسی تاریخی و نیز از لحاظ تاریخ مهاجرت تیره‌های آریایی به آسیای میانه و ایران و هند اهمیت بیش از اندازه دارد. مجموعهٔ قراین حاکی از این است که میتانی‌ها قبیله‌ای از اقوام آریایی بودند که پیش از جدایی هندیان و ایرانیان از آنان جدا شده و به میانرودان آمده و در آنجا سلسلهٔ شاهی بنیان افکنده‌اند.

## اقوام آریایی

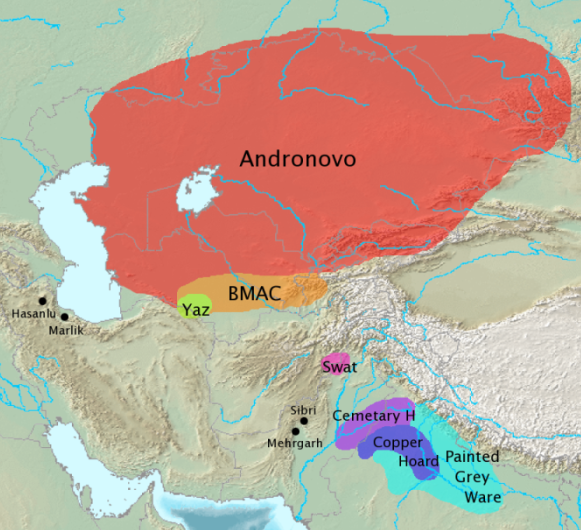
نواحی اطراف دریاچه بالخاش خاستگاه فرهنگ آندرونوو

اصطلاح تازهٔ هندوایرانی و لقب باستانی آریایی دربارهٔ گروه‌های قومی-زبانی معینی از اقوام گوناگون هند و اروپایی زبان گفته شده است که زمانی دراز در جنوب شرقی زیستگاه هندواروپائیان در ناحیه‌ای که از شرق به دریاچه بالخاش و از غرب به نواحی غربی ولگا گسترش داشته کنار یکدیگر می‌زیسته‌اند. آنان زبانی تقریباً واحد و دین و آئینی ساده و تا حد زیادی هماهنگ داشته‌اند. آریائی‌ها یا هندوایرانیان مرکب از سه دستهٔ مهم بودند:
1. مردم هندوآریایی: که سرانجام رهسپار سرزمینی گشتند که بعدها نام هند گرفت.
2. اقوام ایرانی‌تبار: آن‌ها در آغاز رهسپار ایرانویج یا ناحیهٔ خوارزم شدند. نکته‌ای که باید به آن توجه داشت اینست که این گروه در اواخر هزارهٔ سوم پیش از میلاد، قبل از مهاجرت کلی به احتمال قوی در همسایگی شرقی شاخهٔ هندی و به‌طور عمده در شرق ولگا و شمال رود اورال می‌زیستند.
3. سکاها:این گروه به غیر از زبان تقریباً در بقیهٔ جوانب زندگی با شاخهٔ هندی و ایرانی تفاوت داشتند. زیستگاه اصلی این گروه در اواخر هزارهٔ سوم پیش از میلاد در جناح شرقی سرزمین هند و ایرانی‌نشین، یعنی در کناره‌های بالخاش تا مشرق و شمال ناحیهٔ اقوام ایرانی بوده است.[۲۲]

### فرهنگ آندرونوو
فرهنگ آندرونوو و تمدن آمودریا در استپ‌ها و واحه‌های آسیای مرکزی به اقوام «هندوایرانی» شناخته شدند که احتمالاً در اواخر هزاره چهارم را اوایل هزار سوم قبل از میلاد، در استپ‌های آسیای مرکزی از اقوام هندواروپایی جدا شدند و به سمت نواحی آسیای مرکزی جنوبی و افغانستان حرکت کردند. این اقوام پس از سکونت در منطقه ای که بر حسب سنت و روایت اوستا و ریگ‌ودا (متون باستانی اقوام هندوایرانی) به نام اَریانم وَئِجَه (Airyanəm vaējō) شهرت دارد، در حدود اواخر هزاره دوم و اوایل هزاره اول پ م هم‌زمان با عصر برنز متأخر از یکدیگر جدا شدند و در مسیرهای جداگانه ای وارد سرزمین هند و فلات ایران شدند.

## مسیرهای احتمالی اقوام ایرانی

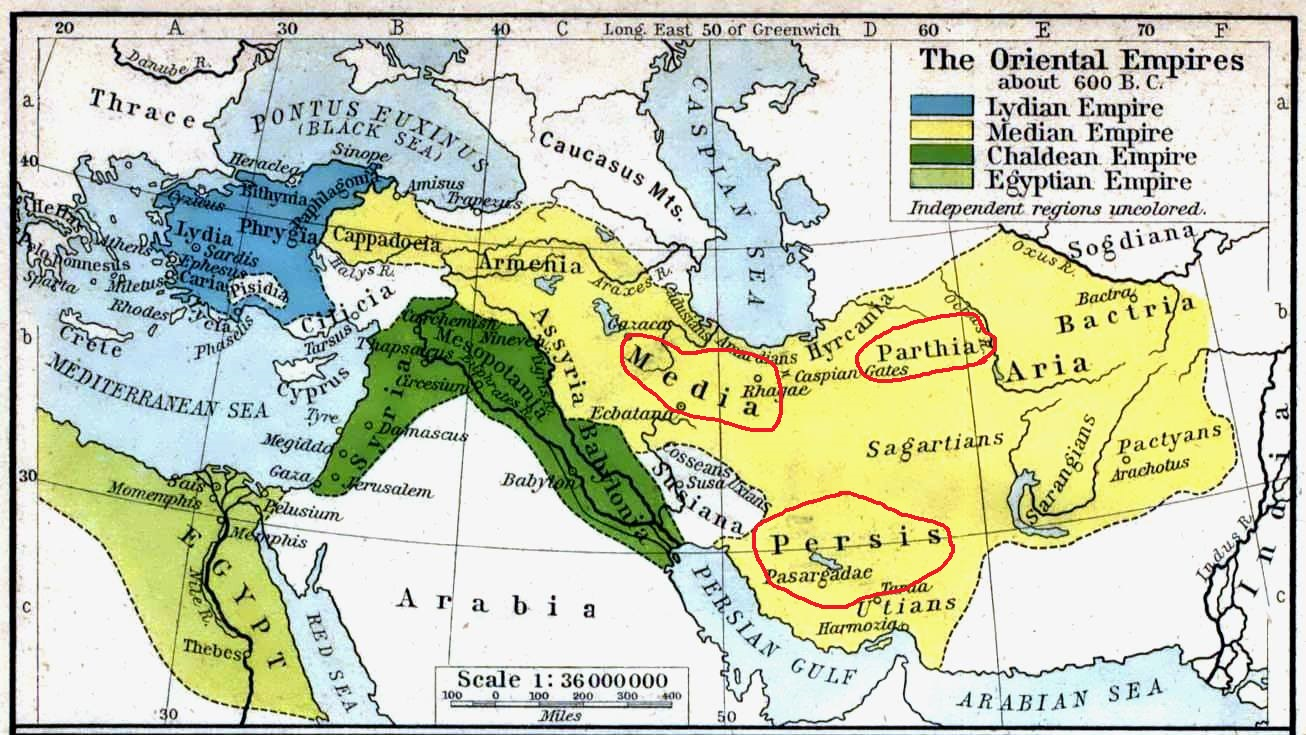
منطقه ماد، پارس و پارت در امپراتوری ماد. گیرشمن در مورد مسیر مهاجرت مادها و پارسیان در داخل فلات ایران می‌نویسد، گروهی که بعدها موسوم به ماد شدند از ماوراءالنهر به سوی شمال خراسان کنونی و گرگان، تپه حصار سیلک و گیان درآمد و دیگری که بعدها موسوم به پارس شد، پس از مدتی اقامت در جنوب افغانستان و وادی هیرمند به سوی داخل نجد، سیستان، کرمان و پارس تا مرز ایلام گسترش یافت.

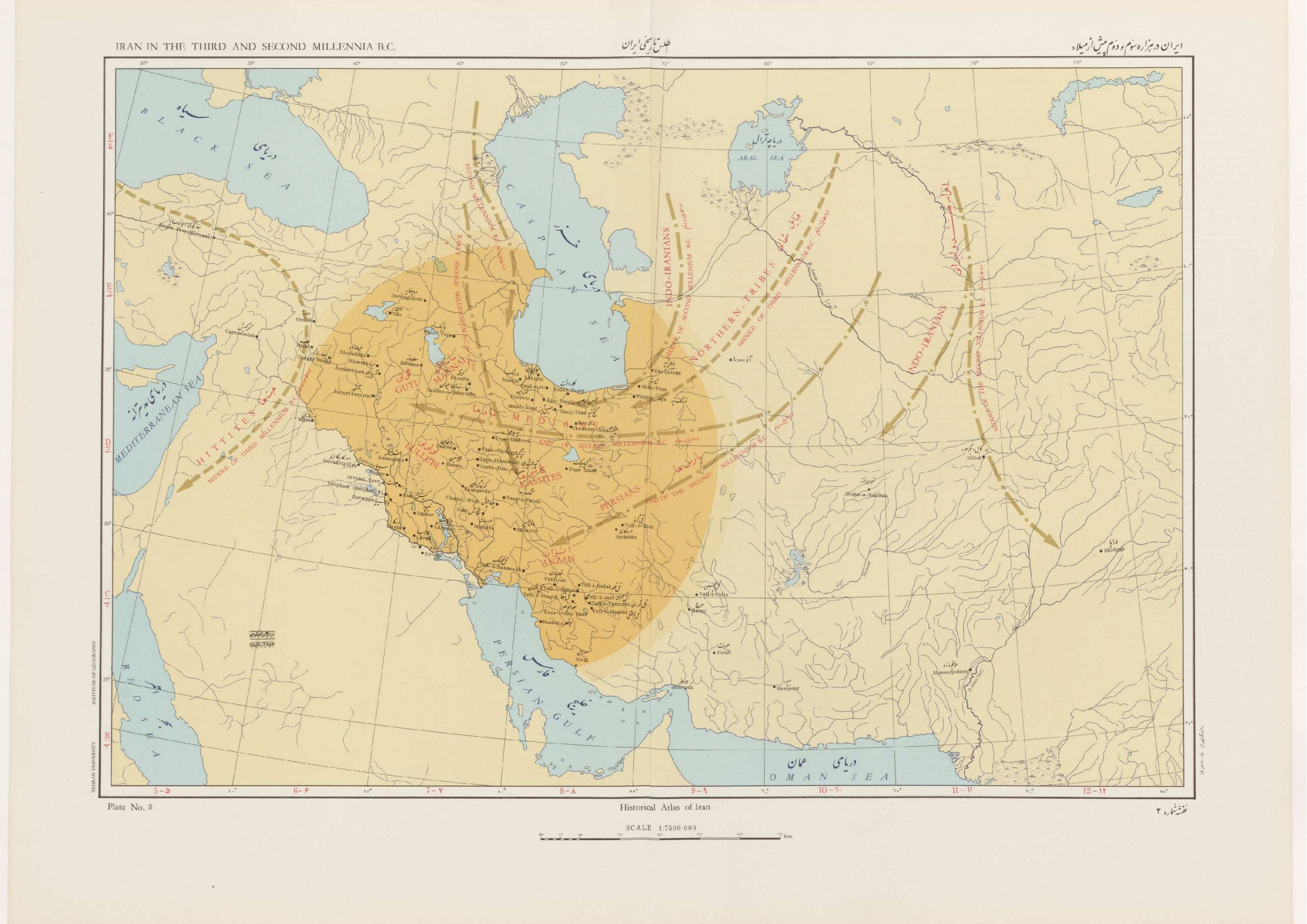
مسیرهای احتمالی

### از راه شمال غربی و قفقاز
برخی از محققان حتی برخی از آنانی که ایرانویج را به ناحیهٔ خوارزم منطبق می‌دانند، مسیر مهاجرت این دو گروه بزرگ آریایی را شمال دریای خزر، قفقاز، و سپس غرب فلات ایران تصور می‌کنند. برخی از دلایل طرفداران این نظریه به این ترتیب است.
1. جابجایی ایرانویج در دوران ساسانیان از محل واقعی خود به آذربایجان عده‌ای را به این فکر انداخت که اصولاً شاید مهاجرتی صورت نگرفته بلکه نوعی گسترش موضعی در چهار دیواری فلات ایران انجام پذیرفته است.
2. سرراست‌ترین راه میان استپ اوراسیا (دشت اوراسیا) و هگمتانه و پارسه همان راه قفقاز است.
3. ورود واقعی بعضی عناصر آریایی از اواخر هزارهٔ سوم پیش از میلاد به بعد از راه قفقاز به آسیای صغیر و غرب فلات ایران و به جای گذاشتن برخی آثار وجودی از خود در قفقاز و پراکندن بسیاری از اسامی جغرافیایی در سر راه خود مستقیماً یا از طریق هیتی‌ها و هوری‌ها و غیره در آسیای صغیر و بین‌النهرین و آذربایجان امروز، همراه با اسامی آریایی اشخاص در اسناد و کتیبه‌های یافت شده در این نواحی، و یکی پنداشتن آن نفوذهای مستهلک شدنی با مهاجرت‌های مستهلک کردنی، باز هم راه قفقاز را باور کردنی‌تر می‌نمود به ویژه وجود اسامی برخی ایزدان آریایی در کتیبه‌های هیتی-هوری در اسناد کاسیان و غیره[۲۴]

### از راه شمال شرقی
حسن پیرنیا در مورد مسیر این مهاجرت چنین می‌نویسد: اقوام ایرانی‌تبار پس از جدا شدن از اقوام هندی آریایی از سغد به مرو آمده سپس به هرات رسیده‌اند. متعاقب آن کابل و نیسایه را اشغال کردند و به رخج و وادی هیرمند وارد شده‌اند. مدتی در اطراف دریاچه هامون در سیستان سکونت اختیار کردند و سپس متوجه شمال و شمال غربی گردیده، وارد خراسان و نواحی جنوبی کوه‌های البرز تا حد ری گردیده‌اند. جوهر و جان کلام در این نوشته به حقیقت نزدیک‌تر از نظر مدعیان راه قفقاز است. حسن پیرنیا این منازل سر راه را از روی کشورهای ۱۶ گانه وندیداد پشت سر یکدیگر آورده است.
دیاکونوف مؤلف کتاب تاریخ ماد نیز آشکارا خط سیر شرق به غرب را برای طوایف مادی تأیید می‌کند. مقارن حرکت طوایف آریایی بالقوه مادی در مسیر نجد شمالی، طوایف آریایی دیگری بالقوه پارسی از نواحی جنوبی افغانستان امروز وادی هلمند تحت تأثیر همان شرایط و الزام به سوی نجد ایران پیشروی آغاز کردند. این دو مسیرهای تازه‌ای نبودند این مسیرها از هزاره‌های پیش راه‌های شناخته شده‌بودند که اولی آسیای صغیر و بین‌النهرین شمالی را به آسیای میانه متصل؛ و دومی بین‌النهرین جنوبی را به وادی سند مربوط می‌ساخت.
اکنون دیگر مسیر شمال شرقی، نجد مرکزی، شمالی، نجد غربی برای طوایف ماد و مسیر شرق، نجد مرکزی، جنوبی برای طوایف بالقوه پارس مورد تأیید اکثریت دانش پژوهان است. گیرشمن در این‌باره می‌نویسد، تقریباً مقارن با ظهور زرتشت قبایل آریایی ساکن در اطراف سیلک نزدیک کاشان بر اثر فشار خارجی شروع به حرکت به سوی غرب و جنوب غرب می‌کنند. سیلک متعلق به نخستین قبایل ایرانی بود که در حدود ۱۰۰۰ سال پیش از میلاد به داخل فلات ایران رسیدند. مهاجمان قبلی هندواروپایی از راه قفقاز به آسیای صغیر و بین‌النهرین و ایران غربی نفوذ می‌کردند؛ ولی توسط اقوامی بومی مستهلک می‌شدند.
گیرشمن در مورد مسیر مهاجرت مادها و پارسیان در داخل فلات ایران می‌نویسد، گروهی که بعدها موسوم به ماد شدند از ماوراءالنهر به سوی شمال خراسان کنونی و گرگان، تپه حصار سیلک و گیان درآمد و دیگری که بعدها موسوم به پارس شد، در رخج با شاخه هندی-آریایی درافتاد و پس از مدتی اقامت در جنوب افغانستان و وادی هیرمند به سوی داخل نجد، سیستان، کرمان و پارس تا مرز ایلام گسترش یافت.

## مهاجرت پارسیان در داخل فلات ایران

### نظریه مهاجرت از پارسوآ به پارسوآش
عبدالحسین زرین‌کوب می‌نویسد طوایف پارسه ظاهراً از محلی در نواحی شرق دریاچه ارومیه به نام پارسواش (زرین‌کوب در اینجا به جای پارسوا، پارسوآش را ذکر کرده است) در امتداد زاگرس در دره‌های کرخه و کارون تدریجاً به سمت جنوب فلات سرازیر شده‌اند و وقتی در حوالی شوشتر و مسجد سلیمان خوانده می‌شود، مهاجرت را متوقف کرده‌اند و در منطقه‌ای که امروز به نام آن‌ها پارس خوانده می‌شود، مهاجرت را متوقف کرده‌اند و در همین نواحی به زندگی شبانی و کشاورزی اشتغال جسته‌اند و این نواحی را به یاد سرزمینی که در حوالی ارومیه ترکش کرده بودند به نام پارسه، پارسوماش، یا پارسواش خوانده‌اند. خاندان هخامنش به عنوان یک خانوادهٔ ممتاز سرکردگی این طوایف را برعهده داشته است.

### نظریه بی‌ارتباطی نام پارسوا با قبایل پارس
در برخی از منابع پارسوا محتملاً در اردلان کنونی که مابین شهر سلیمانیه و کوه الوند با پارسواش یکسان دانسته شده است اما ریچارد نلسون فرای می‌نویسد گمان نمی‌رود که پارسواش همان استان پارسوای آشور باشد. به احتمال قوی پارسواش همان پارس بعدی یا بخشی ازیشان است اما بعداً از این نظر برگشت. دیاکونوف می‌نویسد، معلوم نیست که آریاییان در چه زمانی در پارس پیدا شده‌اند. در هر حال قبول این فرضیه که آن‌ها در قرن هشتم تا هفتم پیش از میلاد از ایالت شمال پارسوا آمده‌اند، خیلی ضعیف است.
دیاکونوف می‌نویسد، پارسوآش در کتیبه‌های پادشاه آشور، شمشی-ادد پنجم ۸۲۳ تا ۸۱۰ پیش از میلاد و در کتیبهٔ سناخریب در سال ۶۹۱ پیش از میلاد به مناسبت جنگ حلوله و همچنین در یک رشته از نامه‌های آرشیو پادشاهان آشور که مربوط به حوادث ۶۵۳ تا ۶۵۲ پیش از میلاد است، به عنوان یکی از ایالات منتهی ایلامی ذکر شده است، پارسوآش امکان دارد که همان پرسید یا پارسه باشد.
از همان هزارهٔ سوم پیش از میلاد، تعداد اسامی جغرافیایی آریایی در آسیای صغیر و به‌طور کلی در آسیای غربی رواج یافت، از جمله همین پارسوآ که از قدیم تا امروز در ترکیبات مختلف کاربرد بسیار داشت و دارد. به غیر از پارسوآ در آن زمان نقاط و نواحی چندی وجود داشتند که نام‌های آریایی و ساکنان غیر آریایی داشتند. تشابه اسم دو محل دلیل ارتباط آن‌ها با یکدیگر نیست. همان‌گونه که دست کم دو طایفه به نام سگرته داشته‌ایم که یکی مادی و دیگری پارسی بوده است همچنین بیش از یک ویشتاسپ که نه تنها یکی نبودند، شش قرن با یکدیگر فاصلهٔ زمانی داشته‌اند، بیش از یک پرسه یا پرسوا نیز می‌توانستیم، داشت.
در سال ۸۳۰ پیش از میلاد قرنی پیش از استقرار خانوادهٔ هخامنش در پارسومش شلمنسر سوم پادشاه آشور از ۲۷ شاهک سرزمین آسیایی‌نشین پارسوا در جنوب غربی دریاچه ارومیه به‌طور هم‌زمان باج گرفت. نام این شاهک‌ها در سالنامهٔ این شاه مذکور است که هیچ‌یک آریایی نبودند. یک قرن بعد آشور بانیپال وارد سرزمین ایلام گردید و پس از آنکه خاک ایلام را به توبره کشید، بنابر نظر بعدی گیرشمن در مرز ایلام و در پارسومش بود که برای نخستین بار، با پارسیان تماس پیدا کرد.
گیرشمن در ابتدا نظر بر این داشت که پارسیان در پارسوا اقامت داشتند و در قرن هشتم پیش از میلاد به‌طور تدریجی به سوی جنوب حرکت کردند ولی این نظر برای خود گیرشمن نیز بعدها کهنه شد و وی اذعان کرد که آشوریان برای نخستین بار نه در پارسوا بلکه در پارسومش، با پارسیان تماس پیدا کرد.

## زمان استقرار قبایل ایرانی
از نظر زمان استقرار قبایل ماد و پارس در غرب ایران دیاکونوف می‌نویسد، حتی از قرن نهم پیش از میلاد منابع آشوری اسامی زیادی که کمابیش ریشهٔ آریایی دارند، از ماد شرقی به دست می‌دهند اما در قرن نهم تا هفتم پیش از میلاد مردمان کنونی آذربایجان و کردستان هنوز غیر آریایی بودند و در این زمان تنها در شرق سرزمین ماد بعدی یعنی نواحی ری و اصفهان زبان مادی نفوذ داشته است.
هنری فیلد نوشته است: «مادها از فرارود به ایران مهاجرت کردند و تا قرن هفتم پیش از میلاد در ناحیه‌ای میان ری و همدان مسکن گزیدند.»

## آمیختگی دو قوم ایرانی و بومی

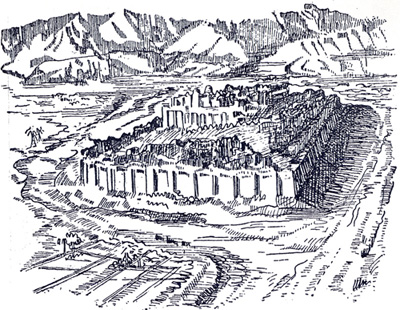
نمای بازسازی‌شده از تپه سیلک

گیرشمن می‌نویسد مهاجمان ایرانی که با گله و زن و بچه وارد نجد ایران می‌شدند، سوارانی بودند که در آغاز به خدمت امرای محلی وارد می‌گشتند و سپس خود جای آنان را می‌گرفتند.
آثار مقر باشکوه یک امیر تازه‌وارد در قلهٔ یک تپهٔ مصنوعی در سیلک برجای مانده است. طرز تدفین تازه است. قبرها دیگر در کف خانه حفر نشده‌اند. گورستان چند صد متر دورتر قرار می‌گیرد. اموات با لوازم متعدد و مختلف در خاک دفن می‌شوند. سلاح‌ها هم از مفرغ و هم از آهنند. غذای میت در دیگ‌های مفرغی دسته‌دار که نزد سکایان نیز متداول بوده، گذاشته می‌شد. در میان نقوش ظروف سفالی‌ای که به تدریج در سراسر نجد ایران رواج یافت؛ از سیلک تا گیان و لرستان و کرج و آذربایجان نقش گردونهٔ خورشید و اسب شایان توجه است.
پس از فرارسیدن اقوام ایرانی، زندگی بومیان رنگی دیگر گرفت، بومیان همچون رعایا برای امیر فرمانروا کار می‌کردند و جامعه اندک‌اندک دارای طبقات مختلف گردید. تیره‌های ایرانی بدین ترتیب در فلات ایران جای گرفتند و شاهنشاهی بزرگ خود را پی‌ریزی کردند و چندین سده بعد فرمانروای آسیا گشتند.